# Stephan Jantzen

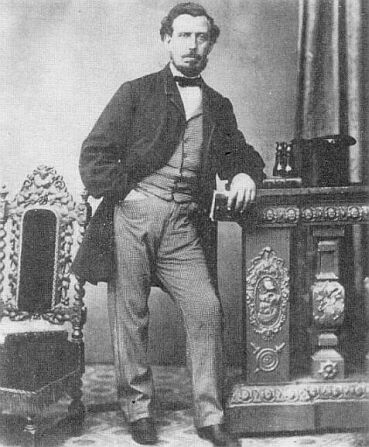
Stephan Jantzen (vor 1870)

Stephan Jakob Heinrich Jantzen (* 20. Juli 1827 in Rostock-Warnemünde; † 19. Juli 1913 ebenda) war ein Seemann, Kapitän, Lotsenkommandeur und Seenotretter.

## Die Karriere als Seemann
Nach seiner Konfirmation ging Stephan Jantzen im Alter von 14 Jahren zur See und musterte auf der Rostocker Galeasse Argo als Schiffsjunge an.
Bald schon wurde Jantzen zunächst Leichtmatrose, später dann Vollmatrose, und nach sechs Jahren legte er die Prüfung zum Steuermann auf großer Fahrt ab. In den folgenden sieben Jahren fuhr er auf drei verschiedenen Rostocker Schiffen als Erster Steuermann.
Bereits zu dieser Zeit erwarb sich Jantzen den Ruf der Unerschrockenheit und Kühnheit. So ist überliefert, dass er während einer Fahrt nach New York über Wochen als einziges Besatzungsmitglied dem an Schwarzen Pocken erkrankten Kapitän Hilfe leistete, trotz des Widerstandes der übrigen Besatzung, deren Stimmung hart an der Grenze zur Meuterei lag.
1854 heiratete Jantzen die Warnemünderin Marie Susemihl, 1856 erhielt er das Patent zum Schiffer auf großer Fahrt und wurde im gleichen Jahr Kapitän der 38-Meter-Bark Johannes Keppler; dieses Schiff hatte Jantzen persönlich beim Rostocker Schiffbaumeister Heinrich Rickmann in Auftrag gegeben; weiterer Geldgeber war der Rostocker Reeder Ernst Brockelmann. Jantzen hatte auch Anteile an diesem Schiff, mit dem er in der Zeit von Dezember 1856 bis 1866 insgesamt zweimal die Erde umsegelte, meistens begleitet von seiner Frau und seinem erstgeborenen Sohn Magnus. Der zweite Sohn Varelius wurde auf einer der Reisen an Bord geboren. Beide Söhne Jantzens wurden später ebenfalls Seeleute.

## Jantzens erste Seenotrettung
Im Juni 1863 kam Jantzen mit seiner Bark an der Küste Nordamerikas in die Nähe eines portugiesischen Schiffes, das nach einer Kollision mit einem anderen Schiff zu sinken drohte. Zusammen mit seiner Besatzung gelang es Jantzen, die 14-köpfige Mannschaft zu retten. Für diese Rettungsaktion wurde Stephan Jantzen vom portugiesischen König mit dem Christusorden ausgezeichnet.

## Lotsenkommandeur und Vormann
Als Jantzen im März des Jahres 1866 vom Rostocker Rat zum Lotsenkommandeur von Warnemünde gewählt worden war, verkaufte er die Johannes Keppler. Die hohe Wertschätzung und das Vertrauen, das man Jantzen entgegenbrachte, spiegelte sich in der Tatsache wider, dass er bereits vor seinem 40. Lebensjahr zum Lotsenkommandeur ernannt wurde, ein gemeinhin unübliches Alter für diese Aufgabe.
Zur damaligen Zeit war es oftmals üblich, dass die Lotsenkommandeure gleichzeitig auch die Aufgabe der Vormänner der lokalen Seenotrettungsstationen der ein Jahr zuvor 1865 gegründeten Deutschen Gesellschaft zur Rettung Schiffbrüchiger (DGzRS) übernahmen. So fanden viele Rettungseinsätze der Station Warnemünde unter der Leitung Stephan Jantzens statt. Viele dieser Einsätze zeigten erneut die Tapferkeit und Selbstlosigkeit dieses Mannes.
Bekannt ist beispielsweise eine Rettungsaktion im November 1872, als Jantzen große Umsicht bei der Bergung einer Familie mit einem Raketenapparat während einer Sturmflut bewies, und mit seiner Mannschaft sechs Personen in Sicherheit bringen konnte. Selbst mehrfache Kenterungen der von ihm geführten Rettungsboote hielten Jantzen nicht davon ab, immer wieder unter Einsatz des eigenen Lebens Rettungseinsätze zu fahren.

## Chronologie eines Rettungseinsatzes
Beispielhaft hier die Rekonstruktion eines Rettungseinsatzes vom 16. Dezember 1873 anhand von schriftlichen Aufzeichnungen:
Gegen 20 Uhr traf beim Lotsenkommandeur Jantzen ein Telegramm ein: ein kleines Fahrzeug war gestrandet und zeigte Notsignale. Sofort ließ Jantzen Rettungsboot und Raketenapparat bereit machen, jedoch dauerte es bis 22.30 Uhr, bevor die notwendigen Pferde vorhanden waren, da die meisten Besitzer das Wetter fürchteten. Gegen halb 11 Uhr abends konnten die Wagen ihre Fahrt über die verschlammten Wege starten und kamen nach über drei Stunden in der Nähe des Unglücksortes an; in Doberan musste ein Stadttor wegen der zu großen Abmessungen der Wagen verbreitert werden.
Die Bedingungen waren derart schlecht, dass die Besatzung sich trotz Jantzens Flehen weigerte, das Boot zu besteigen; man wollte bis Tagesanbruch warten.
Am nächsten Morgen waren etwa 175 Meter vom Land entfernt zwei am Mast ihres gesunkenen Schiffes festgebundene Personen zu erkennen, die ständig von Sturzseen überspült wurden. Da der Sturm inzwischen noch stärker geworden war, weigerte sich die Mannschaft weiterhin, das Rettungsboot zu besteigen, und so versuchte Jantzen, mit dem Raketenapparat eine Leinenverbindung zu dem Wrack herzustellen. Da keine der fünf abgefeuerten Raketen das Ziel erreicht, schickte Jantzen seinen Sohn zurück nach Warnemünde, um dort neue Raketen zu holen. Währenddessen wurde nun doch der Versuch gemacht, die Unglücksstelle mit dem Rettungsboot zu erreichen. Dies scheiterte jedoch trotz vielmaliger Anläufe.
Bei einem fünften Versuch in der Abenddämmerung wurden Ruder und Pinne bei einer Grundberührung so stark nach oben gestoßen, dass Jantzen eine schwere Kopfverletzung erlitt. Trotz einer kurzzeitigen Bewusstlosigkeit gelang es ihm, das Boot an den Havaristen heranzubringen. Einer der Schiffbrüchigen konnte in das Rettungsboot aufgenommen werden, der andere fiel zunächst ins Wasser, konnte dann aber auch ins Boot gezogen werden. 30 Meter vor dem Strand wurden drei Lotsen durch einen gewaltigen Brecher aus dem Boot geworfen, sie konnten jedoch wieder ins Boot gezogen werden. Dabei zog sich Jantzen eine schwere Verletzung einer Hand zu und wurde später bei einer weiteren schweren Grundberührung fast selbst aus dem Boot geworfen. Als er am späten Abend des 17. Dezember 1873 in Warnemünde eintraf, war er so erschöpft, dass er aus dem Wagen gehoben werden musste. Für die Rettung der beiden dänischen Seeleute erhielt er später vom dänischen König die „Goldene Medaille für Edeltat“.

## Ehrungen und Auszeichnungen
Für seine Einsätze erhielt Jantzen vielfach Ehrungen aus dem In- und Ausland. So empfing er vom schwedischen König das Gustav-Vasa-Kreuz, die dänische Goldene Medaille für Edeltat (siehe oben), vom deutschen Kaiser Wilhelm I. den Kronen-Orden IV. Klasse, vom Großherzog von Oldenburg das Ritterkreuz. Weitere Auszeichnungen waren das Großkreuz des Hausordens der Wendischen Krone vom Fürstenhaus aus Mecklenburg, die Mecklenburg-Schweriner Rettungsmedaille, die russische Rettungsmedaille sowie die Große Goldene Rettungsmedaille der DGzRS.
Seine Lotsen redeten Jantzen respektvoll mit „Herr Kommandür“ an, in seiner Heimatstadt hatte er den Spitznamen „der Großherzog“.
Stephan Jantzen wurden diverse Ehrenfunktionen angetragen. So war er ab 1867 Vertreter der Vaterländischen Feuerversicherung in Warnemünde, verwaltete von 1889 bis 1909 die „Stiftung für Wittwen und Waisen zur See verunglückter Warnemünder“, war Vorsitzender des Fischereivereins von Warnemünde und von 1890 bis zu seinem Tod Beisitzer einer Kommission zur Untersuchung von Seeunfällen, dem Reichsoberseeamt in Berlin.
Der Rostocker Schriftsteller Adolf Wilbrandt hat ihm mit seiner Heimatgeschichte Der Lotsenkommandeur ein literarisches Denkmal gesetzt.
Aber auch nach seinem Tod, der nach einer kurzen Krankheit am 19. Juli 1913 eintrat, wurde Stephan Jantzen geehrt. So zum Beispiel durch die Benennung einer Straße und eines Parks in Warnemünde, ebenso durch die Benennung eines Straßenrings im Rostocker Stadtteil Schmarl. Das Stephan-Jantzen-Gymnasium in Rostock trägt seinen Namen, und auch mit der Taufe des größten Eisbrechers der DDR auf den Namen Stephan Jantzen sowie eines Seenotkreuzers der DGzRS auf den Namen Vormann Jantzen wird an den Lotsenkommandeur und Seenotretter erinnert.
Auf dem Platz am Warnemünder Leuchtturm steht die Plastik „Lotsenehrung“ von Reinhard Dietrich (Beton, 1976), die ebenfalls dem Wirken Stephan Jantzens gewidmet ist.

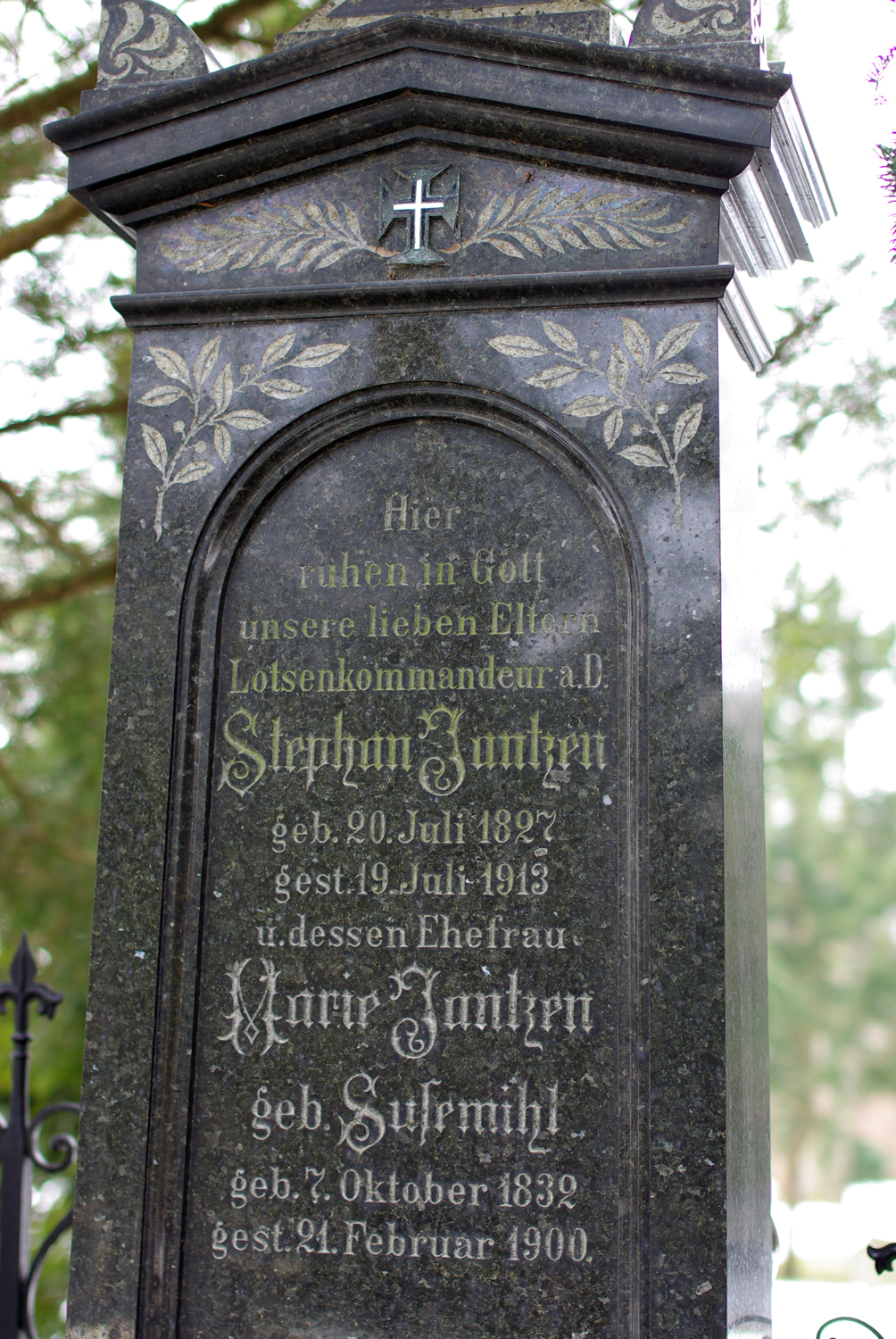
Grabstein im Stephan-Jantzen-Park Warnemünde
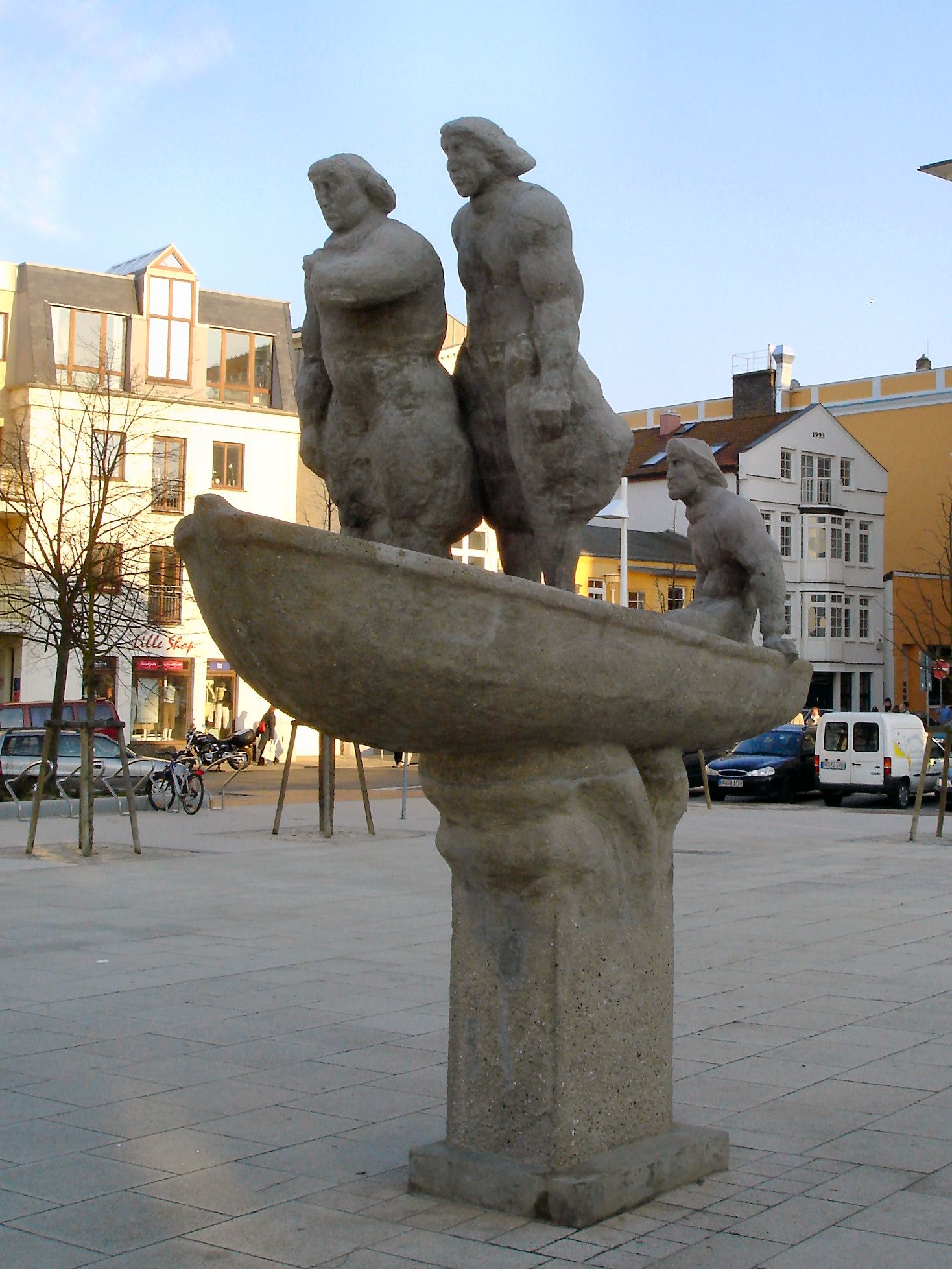
„Lotsenehrung“ (Stephan-Jantzen-Denkmal) auf dem Warnemünder Leuchtturmplatz
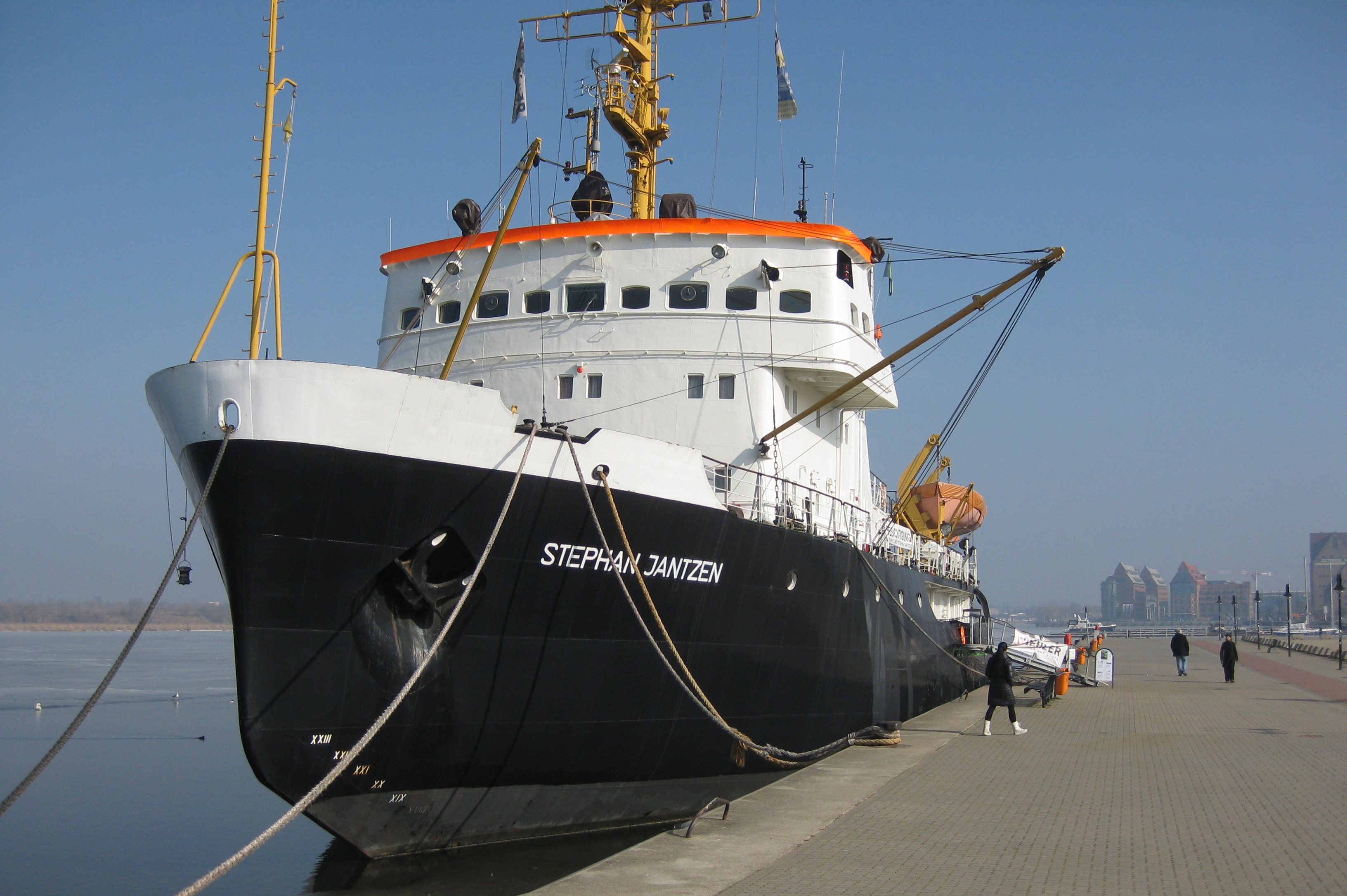
Der Eisbrecher Stephan Jantzen im Rostocker Stadthafen
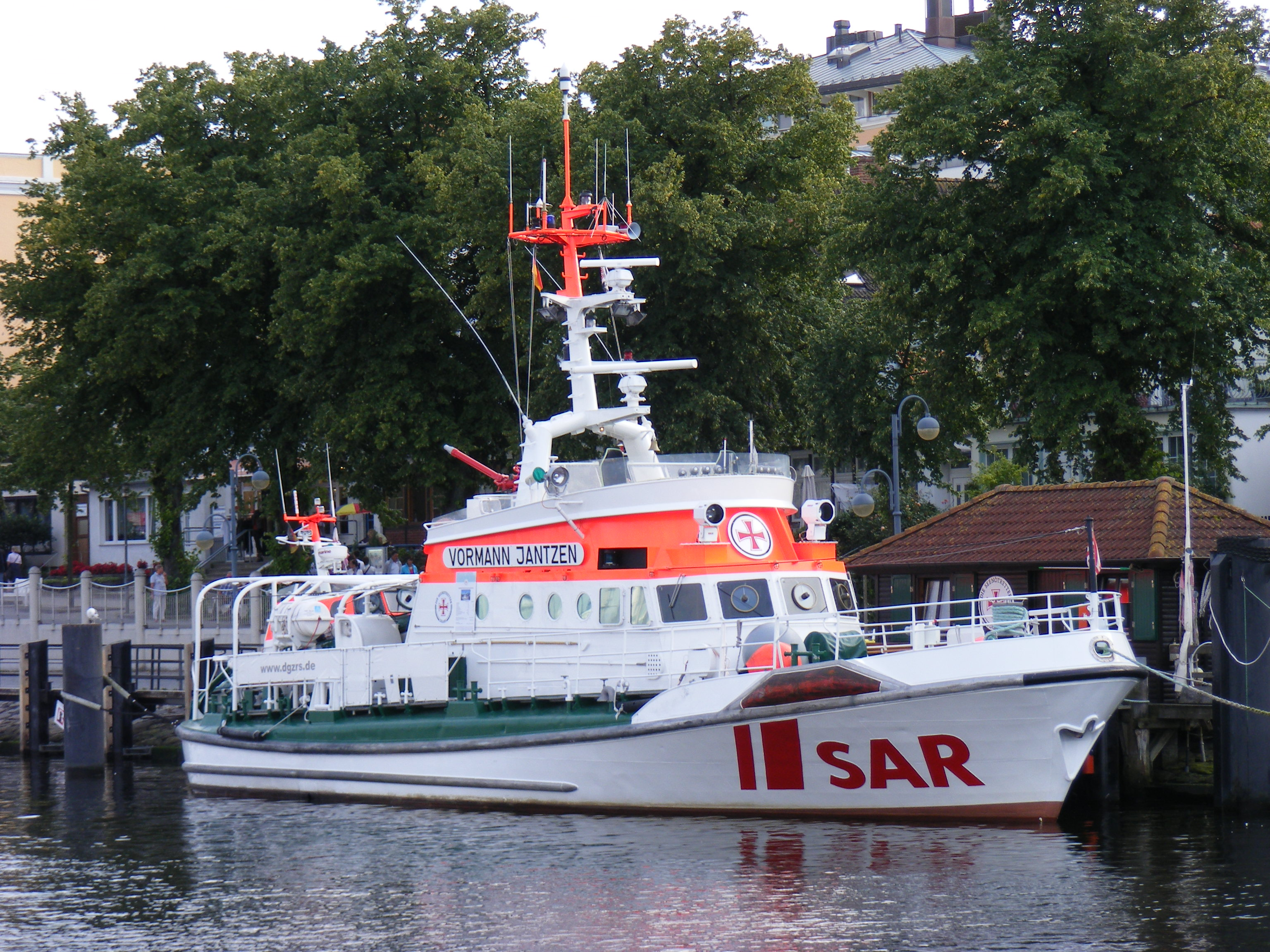
Der Seenotkreuzer Vormann Jantzen am Alten Strom in Warnemünde